# اپی‌ژنتیک سرطان

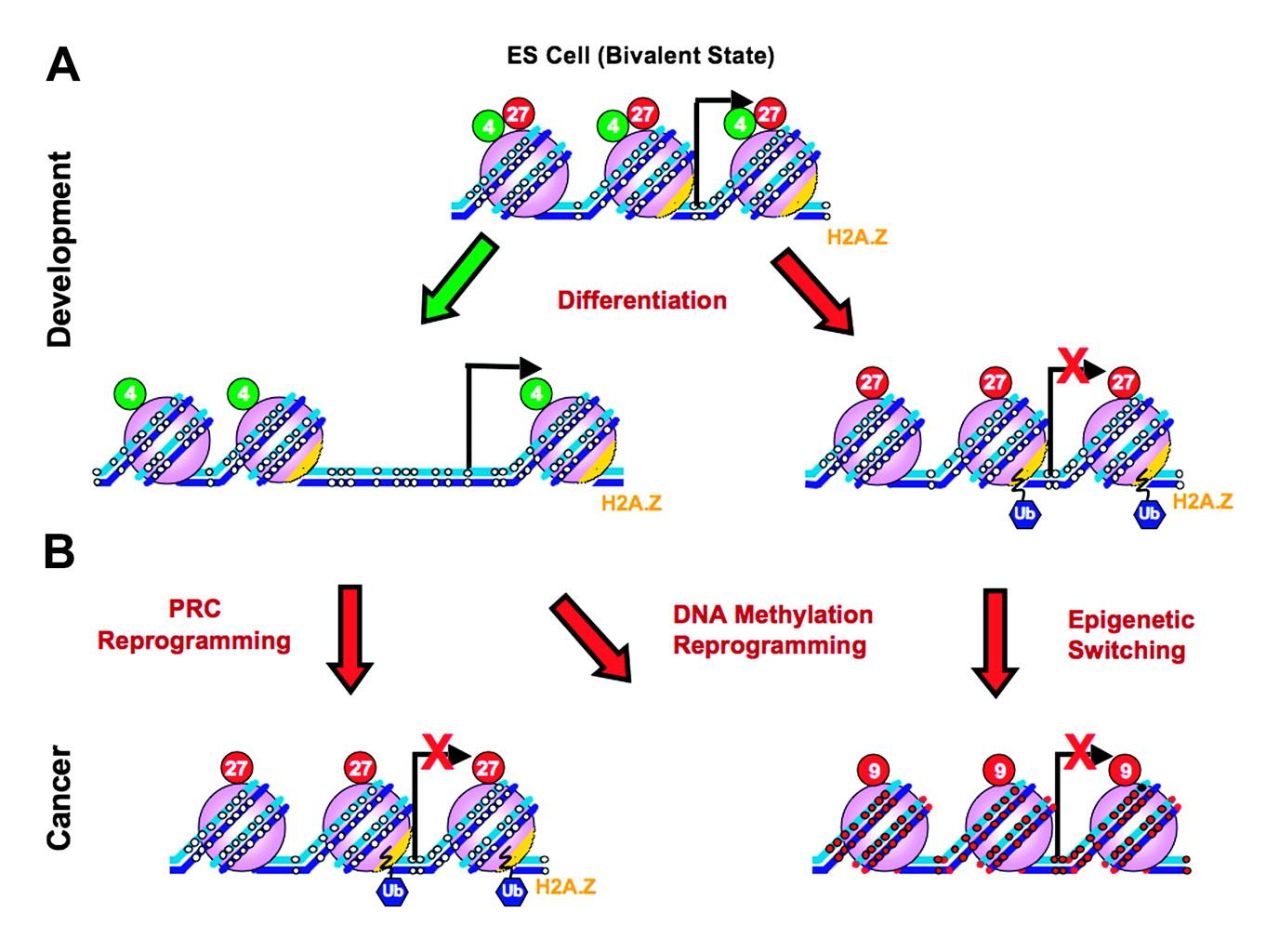
برنامه‌ریزی مجدد اپی ژنوم در طول توسعه و تومورزایی یک فرایند حیاتی است. در سلول‌های بنیادی جنینی (ES)، ژن‌های دارای اهمیت رشدی با ساختاری متمایز به نام «bivalent domain» متمایز می‌شوند. این دامنه شامل متیلاسیون فعال H3K4، متیلاسیون سرکوب کننده H3K27، و علامت‌های H2A Z است. وجود دامنه‌های دو ظرفیتی «bivalent domain» نقش مهمی در حفظ شکل‌پذیری اپی ژنوم دارد که برای توسعه مناسب ضروری است. با این حال، در طول فرایند تمایز، این حوزه‌های دو ظرفیتی از بین می‌روند و ساختار «monovalent domain» سفت‌تر ایجاد می‌شود. دامنه تک ظرفیتی بسته به علامت خاصی که حفظ می‌شود می‌تواند فعال یا سرکوب کننده باشد.

اپی‌ژنتیک سرطان مطالعه تغییرات اپی‌ژنتیکی در دی‌ان‌ای سلول‌های سرطانی و تغییرات برگشت‌پذیر کروماتین و تأثیر گسترده و عمیق آن‌ها بر تنظیم ژن است. این تغییرات شامل متیلاسیون DNA و پروتئین‌های هیستونی (نوکلئوزوم‌ها)، استیلاسیون، فسفوریلاسیون و ubiquitylation و همچنین بازسازی کروماتین می‌شود. بسیاری از بیماری‌ها، مانند سرطان‌ها و اختلالات نورودژنراتیو، اغلب با تغییرات اپی ژنتیک مرتبط هستند. متیلاسیون DNA منجر به بیماری می‌شود.

## باز برنامه‌ریزی (Reprogramming) اپی ژنوم در سرطان
epimutations، همراه با تغییرات ژنتیکی وسیع، نقش مهمی در شروع و پیشرفت سرطان دارند. Epimutations می‌تواندباعث خاموش شدن ژن‌های سرکوبگر تومور به‌طور مستقل شود. علاوه بر غیرفعال کردن سرکوبگرهای تومور، اپی موتاسیون همچنین می‌تواند با فعال کردن انکوژن‌ها باعث ایجاد تومور شود. اتفاقاتی که منجر به شروع این ناهنجاری‌های اپی ژنتیکی می‌شوند. با این وجود، از طرفی تغییرات اپی ژنتیکی، مانند جهش‌های ژنتیکی، از نظر میتوزی قابل وراثت هستند، برای جمعیت سلول‌های سرطانی که به سرعت در حال رشد هستند انتخاب می‌شوند و مزایا رشدی را به سلول‌های تومور است که منجر به رشد کنترل‌نشده آن‌ها می‌شود.

## متیلاسیون DNA در سرطان
آغاز سرطان با تغییرات زیاد، در متیلاسیون DNA همراه است که اولین تغییرات اپی ژنتیکی شناسایی شده در سرطان می‌باشد. هیپومتیلاسیون DNA نقش مهمی در تومورزایی دارد و توالی‌های ژنومی مختلف از جمله عناصر تکراری، رتروترانسپوزون‌ها، پروموترهای ضعیف CpG، اینترون‌ها و بیان ژن‌ها را تحت تأثیر قرار می‌دهد. هیپومتیلاسیون توالی‌های تکراری با ترویج بازآرایی‌های کروموزومی، بی‌ثباتی ژنومی را افزایش می‌دهد. فعال‌سازی و انتقال رتروترانسپوزون‌ها به سایر نواحی ژنومی نیز می‌تواند به دلیل هیپومتیلاسیون رخ دهد که باعث افزایش بیشتر ناپایداری ژنومی می‌شود. نقص ایمنی، ناپایداری ناحیه سانترومر و سندرم ناهنجاری‌ها که با جهش در آنزیم DNMT3B و هیپومتیلاسیون متعاقب آن مشخص می‌شود، القای بی‌ثباتی ژنومی توسط هیپومتیلاسیون ایجاد می‌شود.

## نقش در تومورها
در تومور، غیاب IGF2 ناشی از هیپومتیلاسیون، یک فاکتور رشد اتوکرین مهم، باعث به بیان بی آللی پاتولوژیک آن می‌شود. هیپومتیلاسیون DNA از طریق فعال شدن نابجای ژن‌ها و مناطق غیر کدکننده از طریق مکانیسم‌های مختلف به توسعه و پیشرفت سرطان کمک می‌کند. بر خلاف هیپومتیلاسیون، که بی‌ثباتی ژنومی را افزایش می‌دهد و پروتوآنکوژن‌ها را فعال می‌کند، هایپرمتیلاسیون با غیرفعال کردن ژن‌های سرکوبگر تومور به تومورزایی کمک می‌کند.

## غیرفعال کردن اپی ژنتیکی
این ژن‌ها در فرآیندهای سلولی حیاتی و اجتناب ناپذیر رشد و پیشرفت سرطان، مانند تعمیر DNA، تنظیم چرخه سلولی، چسبندگی سلولی، آپوپتوز و رگ‌زایی نقش دارند. غیرفعال کردن اپی ژنتیکی این ژن‌های سرکوبگر تومور نیز می‌تواند به عنوان دومین ضربه در مدل دو ضربه نادسون عمل کند و به شروع تومور کمک کند. علاوه بر غیرفعال کردن مستقیم ژن‌های سرکوبگر تومور، هیپرمتیلاسیون DNA می‌تواند به‌طور غیرمستقیم دسته‌بندی دیگر ژن‌ها را با سرکوب فاکتورهای رونویسی و ژن‌های ترمیم DNA غیرفعال کند. خاموش شدن فاکتورهای رونویسی مانند RUNX3 در سرطان مری و GATA-4 و GATA-5 در سرطان روده بزرگ و معده، به دلیل هیپرمتیلاسیون پروموتر منجر به غیرفعال شدن ژن‌های پایین دست می‌شود. خاموش کردن ژن‌های ترمیم‌کننده DNA، مانند MLH1 و BRCA1، این امکان را به سلول‌ها می‌دهد تا آسیب‌های ژنتیکی بیشتری را جمع‌آوری کنند و در نتیجه منجر به پیشرفت سریع سرطان می‌شود. بطوری که ثابت شده‌است هیپرمتیلاسیون DNA می‌تواند ژن‌های سرکوبگر تومور را در سرطان غیرفعال کند، مکانیسمی که توسط آن ژن‌ها برای این متیلاسیون غیرطبیعی DNA هدف قرار می‌گیرند نامعلوم است. یک احتمال این است که خاموش کردن ژن‌های خاص از طریق هایپرمتیلاسیون، مزیت رشدی را برای سلول‌ها فراهم می‌کند که منجر به انتخاب و تکثیر کلونال آنها می‌شود. متیلاسیون جزیره CpG مخصوص تومور می‌تواند از طریق یک مکانیسم آموزشی توالی خاص رخ دهد، که در آن DNMTها از طریق ارتباط آنها با فاکتورهای رونویسی آنکوژن، ژن‌های خاصی را هدف قرار می‌دهند. نمونه‌ای از این مکانیسم، هیپرمتیلاسیون نابجا و خاموش کردن پروموترهای ژن هدف خاص توسط پروتئین فیوژن PML-RAR در لوسمی پرومیلوسیتیک حاد (promyelocytic leukemia) است. بخش‌های بزرگی از DNA می‌توانند در سرطان به‌طور غیرطبیعی متیله شوند، که باعث می‌شود برخی از جزایر CpG به دلیل قرار گرفتن در نواحی ژنومی که تحت برنامه‌ریزی مجدد اپی ژنتیکی وسیع قرار گرفته‌اند، هیپرمتیله شوند. مکانیسم بعدی نشان می‌دهد که علائم هیستون در هدف‌گیری خاص تومور متیلاسیون de novo نقش دارند. مناطقی که در سرطان هیپرمتیله شده‌اند، اغلب با علامت پلی‌کامب H3K27me3 در سلول‌های ES مشخص می‌شوند، که نشان‌دهنده ارتباط بین تنظیم رشد و تومورزایی است.

## درمان اپی ژنتیکی سرطان(Epigenetic therapy)
یکی از روش‌های درمانی، با هدف معکوس کردن تغییرات اپی ژنتیکی وسیعی که در سرطان ایجاد می‌شود "Epigenetic therapy" است. در سال‌های اخیر، داروهای اپی ژنتیک متعددی کشف شده‌اند که به‌طور مؤثر متیلاسیون DNA و انحرافات اصلاح هیستون در سرطان را معکوس می‌کنند. در ابتدا، مهارکننده‌های متیلاسیون DNA به عنوان درمان سرطان پیشنهاد شدند. کشف اینکه عوامل سیتوتوکسیک، مانند 5-azacytidine و 5-aza-2'-deoxycytidine، متیلاسیون DNA را مهار می‌کنند و باعث بیان ژن و تمایز در سلول‌های کشت شده می‌شوند، راه را برای استفاده بالقوه آنها در درمان سرطان هموار کرد. این آنالوگ‌های نوکلئوزیدی در طول تکثیر در DNA سلول‌های تومور که به سرعت در حال رشد هستند ادغام می‌شوند که منجر به تخلیه متیل ترانسفرازهای DNA و متعاقب آن کاهش متیلاسیون DNA می‌شود. این کاهش در متیلاسیون DNA، ژن‌های سرکوبگر تومور را فعال می‌کند که به‌طور نابجا در سرطان خاموش می‌شوند و در نتیجه رشد سلول‌های سرطانی را مهار می‌کنند. آزاسیتیدین و دسیتابین، هر دو مهارکننده متیلاسیون DNA، برای درمان سندرم‌های میلودیسپلاستیک(myelodysplastic syndromes) مورد تأیید FDA قرار گرفته‌اند و نتایج امیدوارکننده‌ای را در سایر بدخیمی‌های خونی، مانند لوسمی میلوئیدی حاد و لوسمی میلوئیدی مزمن نشان داده‌اند.
نگرانی‌هایی در رابطه با عوارض این داروها بر سلول‌های نرمال به دلیل توانایی آنها در ترکیب شدن با DNA وجود دارد. با این حال، از آنجایی که این داروها عمدتاً سلول‌های در حال تقسیم را هدف قرار می‌دهند، می‌توان استدلال کرد که اثرات آنها عمدتاً بر روی سلول‌های تومور که به سرعت تقسیم می‌شوند، با کمترین تأثیر بر روی سلول‌های نرمال با تقسیم آهسته خواهد بود. مطالعات با نشان دادن حداقل عوارض جانبی درمان طولانی مدت با مهارکننده‌های متیلاسیون DNA از این استدلال حمایت کرده‌اند. با این وجود، یک رویکرد جایگزین شامل توسعه ترکیبات غیر نوکلئوزیدی که می‌تواند به‌طور مؤثر متیلاسیون DNA را بدون ادغام در DNA مهار کند نیز به‌طور فعال دنبال می‌شود. چندین مهارکننده مولکول کوچک از جمله SGI-1027، RG108 و MG98 برای دستیابی به این هدف توسعه یافته‌اند. این مهارکننده‌ها می‌توانند اثرات خود را با مسدود کردن مکان‌های اتصال کاتالیزوری-کوفاکتور DNA متیل ترانسفرازها یا با هدف قرار دادن توالی‌های RNA پیام‌رسان تنظیمی آن‌ها اعمال کنند. با این حال، پتانسیل مهاری فعلی این داروها ضعیف است و نیاز به توسعه ترکیبات بازدارنده قوی تر در آینده را برجسته می‌کند. خاموشی غیرطبیعی ژن در سرطان نیز با کاهش همزمان استیلاسیون هیستون مرتبط است. نشان داده شده‌است که بازسازی الگوهای استیلاسیون هیستون معمولی از طریق استفاده از مهارکننده‌های HDAC دارای اثرات ضد توموری از جمله توقف رشد، آپوپتوز و القای تمایز است. این اثرات ضد تکثیری مهارکننده‌های HDAC به واسطه توانایی آنها در فعال کردن مجدد ژن‌های سرکوب‌کننده تومور خاموش می‌شوند. تغییر اپی ژنتیک در سرطان نقش مهمی در تغییر بیان ژن در طول تومورزایی دارند. جنبه قابل توجهی از این فرآیندهای خاموش کردن شامل ایجاد یک حالت کروماتین سرکوبگر قوی است که در نهایت منجر به کاهش انعطاف‌پذیری سلولی می‌شود. قابل توجه است، مطالعات اخیر نشان داده‌است که متیلاسیون de novo خاص تومور ژن‌های هدف poly comb رخ می‌دهد و منجر به خاموش شدن آنها می‌شود. در سلول‌های طبیعی، این ژن‌ها با علامت H3K27me3 که توسط پروتئین‌های پلی‌کامب اعمال می‌شود، خاموش می‌شوند. با این حال، در سرطان، این نشانه با متیلاسیون DNA de novo جایگزین می‌شود، که با به‌کارگیری DNMTها از طریق کمپلکس پلی کامب تسهیل می‌شود. این «تغییر اپی ژنتیکی» خاص از علامت پلی‌کامب با وجود متیلاسیون DNA پایدارتر منجر به خاموش شدن دائمی ژن‌های تنظیم‌کننده کلیدی می‌شود، بنابراین به تکثیر سلولی و تومورزایی کمک می‌کند. در زمینه سرطان، سلول‌ها تحتReprogramming سوماتیک غیرطبیعی قرار می‌گیرند که منجر به خاموش شدن ژن‌ها از طریق تشکیل ساختار کروماتین متراکم می‌شود. این خاموش‌سازی می‌تواند از طریق مکانیسم‌های مختلف، از جمله برنامه‌ریزی مجدد مجموعه سرکوبگر پلی کامب (Poly comb Repressive Complex)که شامل خاموش کردن ژن‌های فعال توسط گروه پلی‌کامب است، رخ دهد. مکانیسم دیگر برنامه‌ریزی مجدد متیلاسیون DNA است که در آن خاموش شدن ژن از طریق هیپرمتیلاسیون de novo رشته‌های DNA و همراه با متیلاسیون H3K9 حاصل می‌شود. علاوه بر این، سوئیچینگ اپی ژنتیک نیز می‌تواند به سرکوب ژن کمک کند، جایی که پلی کامب با خاموش کردن طولانی مدت از طریق متیلاسیون DNA جایگزین می‌شود. در نهایت، Ubiquitylation نیز در این فرایند نقش دارد.
اثرات غیراختصاصی عوامل دی‌متیل‌کننده DNA و مهارکننده‌های HDAC می‌تواند پیامدهای ناخواسته‌ای با توجه به بیان ژن داشته باشد، و به عنوان یک نتیجه متناقض، می‌تواند اثرات محرک رشد روی تومور داشته باشد. با این حال، چشم‌اندازهایی برای درمان مستقیم اپی ژنتیکی با استفاده از فاکتورهای رونویسی وجود دارد که محرک‌های ژن خاصی را هدف قرار می‌دهند.